# 科寧縣

52°13′N 18°16′E / 52.217°N 18.267°E
科寧縣（波蘭語：Powiat koniński），是波蘭的縣份，位於該國中西部，由大波蘭省負責管轄，首府設於科寧，面積1,579平方公里，2006年人口123,646，人口密度每平方公里78人。